# Gianantonio Guardi
Gianantonio, Gian Antonio o Giovanni Antonio Guardi (Viena, 27 de mayo de 1699 – Venecia, 23 de enero de 1760) fue un pintor italiano.

## Biografía
Su padre Domenico Guardi lo enseñó a pintar y a su muerte heredó su estudio, que compartía con sus dos hermanos Francesco y Niccolò, de los cuales fue también maestro y con los cuales se especializó en obras de carácter sacro y copias de célebres maestros de la pintura.
Gran parte de sus obras son fruto de la colaboración con sus hermanos, por lo cual es difícil atribuirle una parte propia del talento en ellas exhibido. Parece cierto sin embargo que son suyas las representaciones de la historia de Tobías en la Iglesia de San Rafael Arcángel en Venecia y el retablo de la Iglesia de San Vicente mártir de Cerete Basso, gracias a lo cual es incluido entre los pintores más importantes del rococó veneciano.
Digna de nota es el retablo del altar de la Iglesia de San Martín en Pinzano al Tagliamento. En 1756 fue uno de los miembros fundadores de la Academia de bellas artes de Venecia, quizás gracias a la intervención del influyente pintor Giambattista Tiepolo, casado con su hermana Cecilia. Entre sus alumnos tuvo a Francesco Casanova.

## Galería

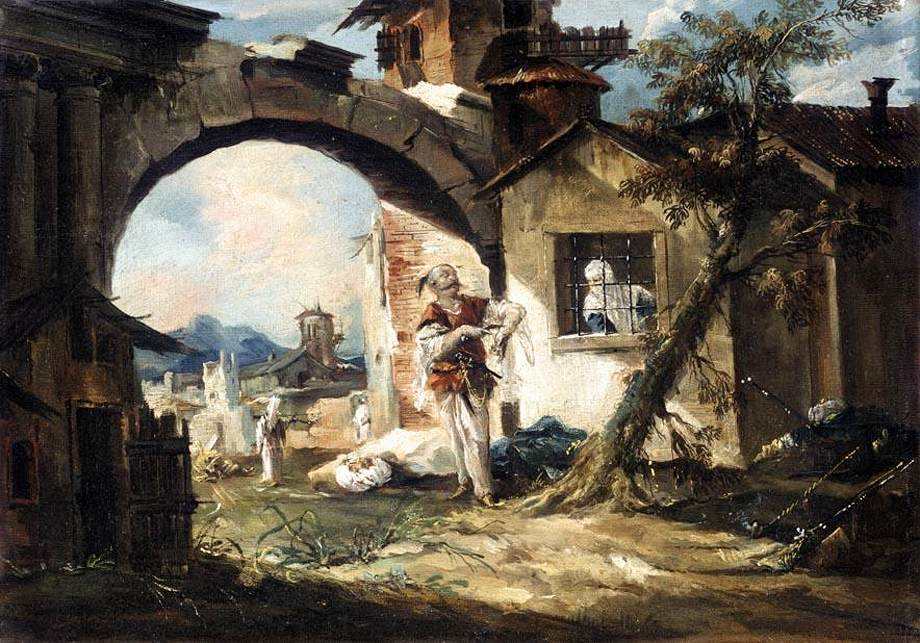
El turco amoroso, 1742~1743, óleo sobre tela, 46 × 64 cm
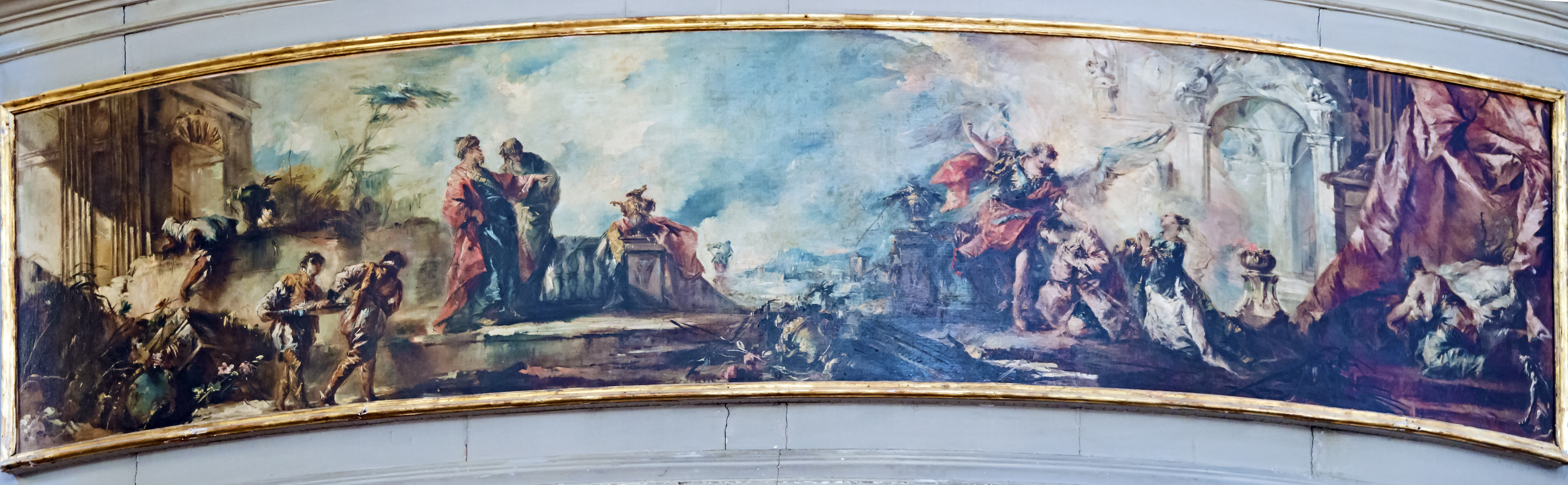
La boda de Tobías, 1750  Iglesia del Ángel Rafael
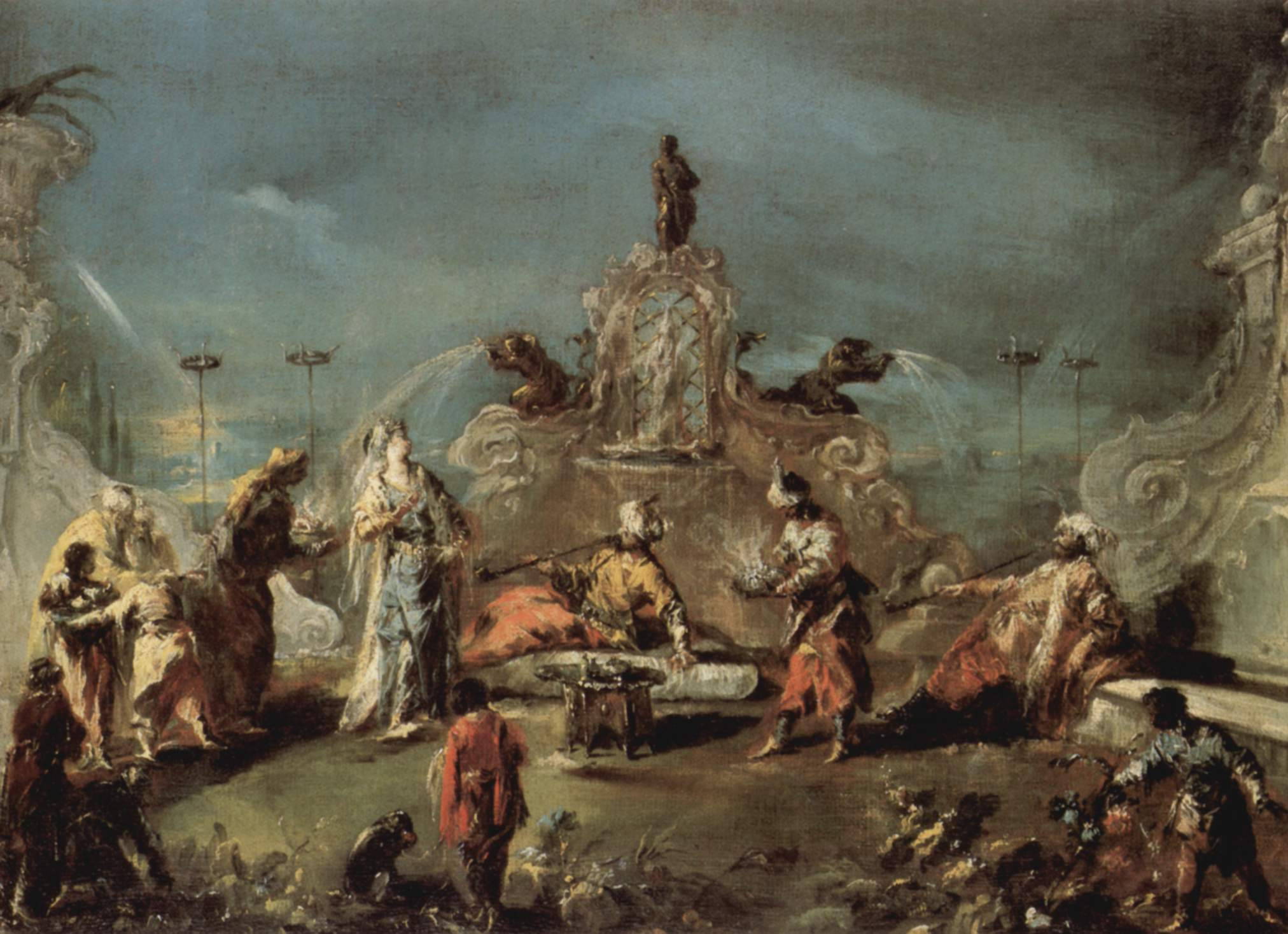
Escena de jardín y serrallos, 1742-1743, óleo sobre tela, 46,5 × 64 cm
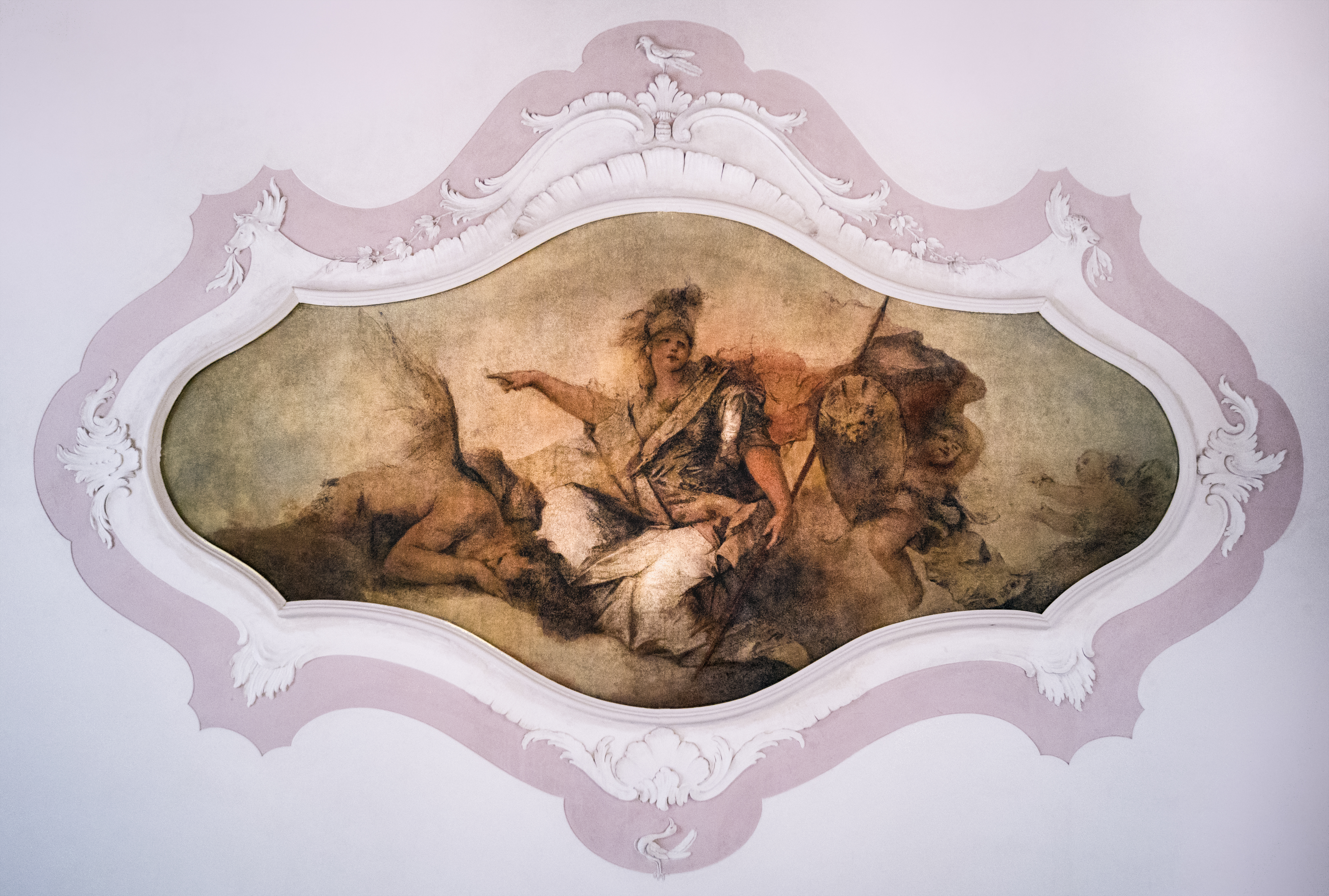
Minerva, 1751~1753, fresco montado sobre tela Ca' Rezzonico

- Datos: Q590969
- Multimedia: Giovanni Antonio Guardi / Q590969